# 砂子沢峠
砂子沢峠（すなこざわとうげ）は、秋田県北秋田市と秋田県大館市の境にある峠。

## 概要
北秋田市阿仁前田の東方から流れる小又川に沿って大杉(大杉沢との合流点)を過ぎ、大館市比内町大葛の南方から流れる犀川に沿い上流の萱ノ戸沢に越える峠。
かつての峠は揚峠と言い、現在の峠より500mほど東南東にあった。揚峠への北秋田市側の沢は「ガシャノサワ」と言った。ガシャノサワとは、タニウツギの地域での名前であるガシャノハナが多く咲く沢の意味である。
菅江真澄は1803年この峠を往復し、湯の沢温泉に通ったことを「秀酒企乃溫濤」に記録している。「…大谷、戸沢、泥繋を経て長シ台といふ川づらの一ツ家にやすらひて、揚といへる山路はるばるとのぼり、いきぐるしう、からくして峠によぢて、杜良(森吉)の嶽の雪まだらに見渡して涼しう、岩にしりうたげせり…」とある。このとき、現在は森吉ダムに沈んでいる砂子沢集落の様子も絵図と共に記述していて、山間地であるのに、単なる寒村ではない様子がうかがえる。これは、国境警備の為と考えられる。
1868年秋田戦争で大葛鉱山を占領した盛岡藩兵が8月28日、この峠に押し寄せているという情報が入り、警備体制が取られた。

## 参考資料
- 「角川日本地名大辞典」編纂委員会『角川日本地名大辞典 5 秋田県』角川書店、1980年3月8日。ISBN 4-04-001050-7。